# 심보균
심보균(沈輔均, 1961년 ~ )은 대한민국의 행정안전부 차관을 지낸 공무원이다.

## 학력
- 김제난산초등학교 (1966년~1969년)
- 이리초등학교 졸업
- 이리중학교 졸업
- 1978년 전주고등학교 졸업
- 1984년 서울대학교 사범대학 영어교육과 학사
- 1986년 서울대학교 행정대학원 행정학 석사
- 1994년 사이타마 대학교 대학원 정책과학 석사
- 2009년 성균관대학교 국정관리대학원 박사과정 수료

## 경력
- 제31회 행정고시 합격
- 행정자치부 인사과 서기관 (1999년)
- 행정자치부 민방위기획과장
- 대통령비서실 인사제도비서관실 행정관
- 행정자치부 인사혁신팀장
- 전라북도 기획관리실장
- 진실화해위원회 파견
- 행정안전부 기획조정실 정책기획관
- 행정안전부 지역발전정책국장
- 여성가족부 기획조정실장
- 전라북도 행정부지사
- 숭실대학교 겸임교수
- 전주대학교 겸임교수
- 홍익대학교 겸임교수
- 지방자치발전위원회 지방자치발전기획단장
- 행정자치부 기획조정실장
- 행정안전부 차관[1]
- 한국방송통신대학교 프라임칼리지 석좌교수
- 유엔사무국 직속 산하기구 유엔거버넌스센터 원장[2]
- K-ESG평가원장
- 익산시 도시관리공단 초대 이사장[3]
- 민관합동 ESG 정책 협의회 민간위원
- 전라북도 지방시대위원회 위원장

## 상훈
- 2003년 녹조근정훈장

## 같이 보기
| - 심흥선 - 심의환 - 심상명 - 심대평 - 심명필 - 심완구 - 심창구 - 심종섭 - 심덕섭 | - 심재홍 - 심상대 - 심재덕 - 심기섭 - 심의조 - 심영섭 - 심창유 - 심우영 - 심민 |